# Astrid Allinge
Astrid Margareta Allinge, född 22 april 1915 i Klara församling, Stockholm, död 22 december 2003 i Nacka, var en svensk målare och grafiker. 
Hon var dotter till kanslisten Axel Andersson och Laura Lagergren. Allinge studerade konst vid Otte Skölds målarskola 1932 och vid Konsthögskolan i Stockholm 1933–1939 samt under studieresor till Frankrike och Italien 1936–1937. Hon debuterade på Hahnes konsthandel 1947 där hon ställde ut pasteller och träsnitt, hon medverkade med abstrakt måleri i den stora utställningen Konst för freden 1949. Hennes konst består av motiv från storstaden och dess omgivningar, interiörer och djur av alla de slag. Allinge medverkande i Cecilia Neant-Falk och Nina Bergströms kortfilm Väninnor 1996. Allinge är representerad vid Moderna museet i Stockholm. Hon är gravsatt i minneslunden på Skogskyrkogården i Stockholm.